# Moneda de veinticinco céntimos de bolívar
Las monedas de veinticinco céntimos de bolívar están formadas por una serie de características novedosas para Venezuela desde su emisión por la autoridad monetaria (BCV) desde el año 2008. Poseen un diámetro de 20.000 mm, un grosor de 1.80 mm y un peso de 3.9000 gramos. Su composición es acero enchapado en níquel. El canto (borde externo) de estas monedas posee un diseño estéticamente liso.
Por su valor nominal era comúnmente llamada medio.

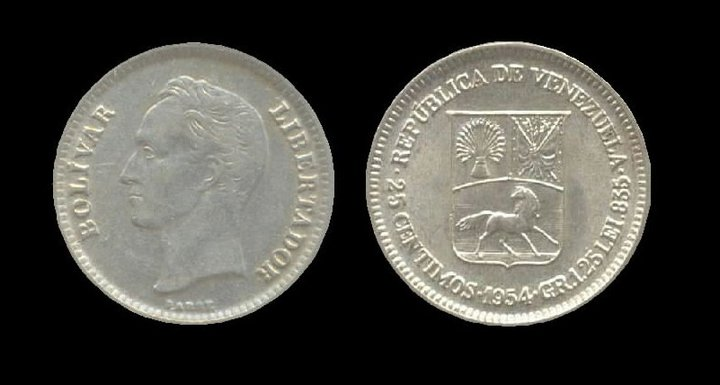
25 céntimos 1954 Bs

## Acuñaciones extraordinarias
Para el año 2010 el Banco Central de Venezuela realizó una emisión especial de las monedas de 25 céntimos al público, la novedad de la misma fue que en el reverso de dichas monedas se enuncia en el centro: "Alba de la independencia - 200 años" y en el borde de las mismas se enuncia en mayúsculas la denominación oficial del país (República Bolivariana de Venezuela) y el año de emisión. Mientras que el anverso conserva el mismo diseño. El 27 de agosto de 2018 fue anunciada la acuñación de una moneda de 25 céntimos, la cual nunca salió en circulación. Posteriormente en el año 2021 se acuñaría una nueva moneda de 25 céntimos, la cual circularía muy poco tiempo debido a la inflación creciente en Venezuela.